# Michail Nikolajevitsj Moeravjov

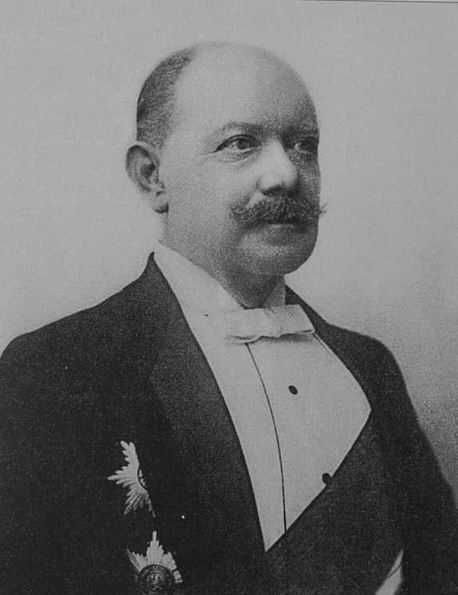
Michail Moeravjov

Michail Nikolajevitsj Moeravjov (Russisch:  Граф Михаи́л Никола́евич Муравьёв) (Sint-Petersburg, 19 april 1845 - aldaar, 21 juni 1900) was Minister van Buitenlandse Zaken van Rusland van 1897 tot aan zijn dood.

## Biografie
Hij was de zoon van graaf Nicholas Moeravjov en de kleinzoon van generaal Michail Nikolajevitsj Moeravjov-Vilensky. Hij volgde een diplomatieke carrière. In zijn beginjaren kwam hij in contact met Olga Nikolajevna van Würtemberg en werd beïnvloed door haar steun die ze gaf aan de zwakkeren en vooral de aandacht die ze besteedde aan oorlogsveteranen.
In 1897 werd hij door tsaar Nicolaas II van Rusland aangesteld als Minister van Buitenlandse Zaken, na de korte ambtsperiodes van Alexej Lobanov-Rostovski (1895-96) en Nikolaj Sjisjkin (1896-97). Hij moest de geest van zijn voorganger, de pacifist Nikolaj de Giers verderzetten.
Moeravjovs buitenlands beleid stond gekend als halfslachtig. Zijn houding in de Grieks-Turkse Oorlog (1897) en de Bokseropstand was ambivalent. Ook misleidde hij de Britten in zijn intenties in verband met de uitbouw van Port Arthur in China.
Onder initiatief van tsaar Nicolaas II organiseerde hij de eerste Vredesconferentie van Den Haag in 1899.
Op 21 juni 1900 kwam hij in verdachte omstandigheden om door een val. Hij werd opgevolgd door Vladimir Lamsdorf.
Moeravjov werd geridderd in de Orde van de Witte Adelaar.